# Şövkət Ələkbərova

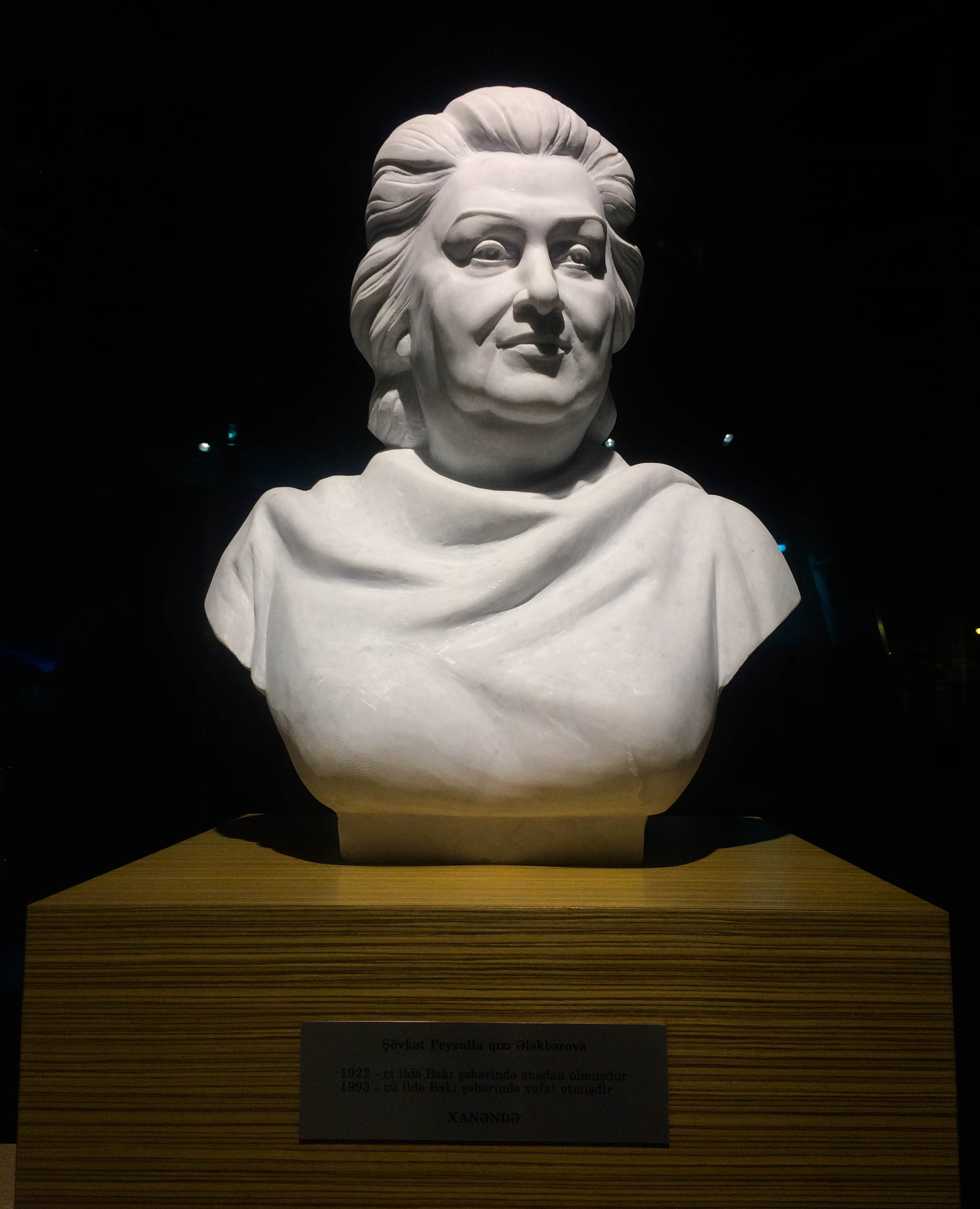
Büste von Şövkət Ələkbərova

Şövkət Feyzulla qizi Ələkbərova (* 20. Oktober 1922 in Baku; † 7. Februar 1993 ebenda) war eine aserbaidschanische Sängerin.

## Leben und Karriere
Ələkbərova wuchs mit ihren beiden Brüdern in der Mirza-Fatali-Akhundov-Straße im heutigen Stadtteil Yasamal auf. Mutter Hokuma Khanum war eine professionelle Tarspielerin, Vater Feyzullah ein Arbeiter und Volksmusikliebhaber. Musik spielte in der Familie folglich eine große Rolle, was sich auch durch regelmäßiges Musizieren im Familienkreis und der frühkindlichen Musikerziehung, im Falle Ələkbərovas an der Kamantsche, zeigte. Im Jahr 1937 wurde sie eine der Finalistinnen bei einem Wettbewerb für Amateursänger, deren Jury aus prominenten aserbaidschanischen Komponisten und Musikern wie Üzeyir Hacıbəyov bestand. Ələkbərova debütierte mit Qarabagh shikastasi am Aserbaidschanischen Staatlichen Akademischen Opern- und Balletthaus in Baku auf und wurde von Hacıbəyov ausgewählt, dem neu gegründeten Aserbaidschanischen Staatschor beizutreten. Dort begann Ələkbərovas professionelle Karriere als Sängerin. Sie genoss eine Gesangsausbildung bei dem Mugham-Lehrer Aghalar Aliverdibeyov und dem Opernsänger Hüseynqulu Sarabski.
Während des Zweiten Weltkriegs gab Ələkbərova vor sowjetischen Soldaten bis zu 50 Konzerte pro Tag, u. a. in Stalingrad und der Ukraine, mit patriotischen Kriegsliedern, die von Hacıbəyov komponiert worden waren. Ab 1945 arbeitete sie mit der Aserbaidschanische Staatliche Philharmonie zusammen. In den 1950er Jahren galt sie als die beliebteste aserbaidschanische Sängerin. Die meisten von Ələkbərovas Liedern waren auf Aserbaidschanisch, sie sang aber auch auf Persisch, Arabisch und Türkisch. Die Sängerin tourte durch über 20 Länder Europas, Asiens und Afrikas. 1990 ging sie nach Deutschland, um sich medizinisch behandeln zu lassen. Nach dem Tod ihrer Tochter Natella 1992  verschlechterte sich Ələkbərovas Gesundheit, sodass sie ein Jahr später im Alter von 70 Jahren verstarb.

## Privates
Ələkbərova war zweimal verheiratet und hatte zwei Kinder. Nachdem ihr erster Mann als Arzt an die Front gegangen war, heiratete sie im Jahr 1955 den Filmregisseur Lətif Səfərov, der 1963 Selbstmord beging. Danach widmete sie sich ihren Kindern und ihrer Karriere.

## Diskografie
- Axşam (Qaş qaralır)
- Ayrılıq
- Aldatmayaq bir-birimizi
- Ay Qız
- Ağlaya-ağlaya
- Bir könül sındırmışam
- Bakı
- Dərələr
- Gəl səhərim
- Gedək üzü küləyə
- Oxu gözəl
- Neylərəm (İmaməddin Nəsimi / Süleyman Ələsgərov)
- Sən mənim, mən sənin
- Sənsən ürəyim
- Səslərəm səni
- Kəsmə şikəstə
- Küsüb məndən
- Lay-lay
- İnanmıram
- Təkcə ümid qalsın
- Tez gəl
- Töhfə
- Mirzə-hüseyn segahı
- Məhəbbət
- Ola bilməz
- Vağzalı çalınır.
- Fizuli Kantatası
- Yavaş-yavaş
- Hardasan